# 透明温剑水蚤
透明温剑水蚤（学名：Thermocyclops hyalinus）为剑水蚤科温剑水蚤属的动物。分布于日本、越南、斯里兰卡、印度、俄罗斯、挪威、瑞典、英国、罗马尼亚、南斯拉夫、埃及、喀麦隆、加那列群岛、澳大利亚、北美以及中国大陆各省等地，属于浮游性种类。其一般栖息于富有营养性的水域中。